# Trichomycterus mirissumba
Trichomycterus mirissumba, conhecido vulgarmente por Guasca, é um espécie de peixe da família Trichomycteridae na ordem Siluriformes.
É muito encontrado no norte do estado brasileiro Paraná especificamente no rio Jacaré.